# Blues at Sunrise
Blues at Sunrise (укр. Блюз на сході сонця) — живий альбом Альберта Кінга, записаний на Джазовому фестивалі у Монтре 1 липня 1973 року і випищений лейблом Stax Records в 1973 році. Матеріал, записаний на фестивалі в Монтре також увійшов до альбомів Montreux Festival і Blues at Sunset.

## Список композицій
1. «Don't Burn Down the Bridge ('Cause You Might Wanna Come Back Across)» (Дж. Джонс, Альберт Кінг, Карл Веллз) — 4:28
2. «I Believe to My Soul» (Рей Чарльз) — 4:56
3. «For the Love of a Woman» (Дон Нікс) — 3:57
4. «Blues at Sunrise» (Альберт Кінг) — 10:05
5. «I'll Play the Blues for You» (Джеррі Біч) — 6:35
6. «Little Brother (Make a Way)» (Генрі Буш, Дж. Джонс, Кліфтон Вільямс Сміт) — 5:44
7. «Roadhouse Blues» (Альберт Кінг) — 10:04

## Учасники запису
- Альберт Кінг — гітара, вокал
- Дональд Кінсі — гітара
- Рік Вотсон — тенор саксофон
- Норвіль Ходжес — труба
- Вілбур Томпсон — труба
- Джеймс Вашингтон — орган
- Білл Ренні — бас-гітара
- Сем Кінг — ударні